# Romans-sur-Isère
Romans-sur-Isère (kurz auch: Romans) ist eine französische Gemeinde mit 33.139 Einwohnern (Stand 1. Januar 2022) im Département Drôme in der Region Auvergne-Rhône-Alpes im Südosten Frankreichs. In diesem Landstrich begegnen sich provençalische und Lyoner Einflüsse.
International bekannt wurde Romans durch die einem Stadtaufstand gewidmete Studie des Historikers Emmanuel Le Roy Ladurie Karneval in Romans. Eine Revolte und ihr blutiges Ende 1579–80 aus dem Jahr 1979.

## Lage
Die Stadt liegt zirka 20 Kilometer nordöstlich von Valence an der Isère, in die an der östlichen Gemeindegrenze der Zufluss Joyeuse einmündet. Gemeinsam mit ihrer jenseits der Isère gelegenen Schwesterstadt Bourg-de-Péage bildet Romans einen Ballungsraum mit 50.000 Menschen, deren Einwohner als Romanais und Péageois bezeichnet  werden. Beide Gemeinden sind Zentrum einer kleinen Region, die im Süden und Westen an die Region um Valence grenzt, sich im Norden bis auf die Hügel von Bas-Dauphine erstreckt und im Osten den Rand des Regionalen Naturparks Vercors umfasst.

## Geschichte

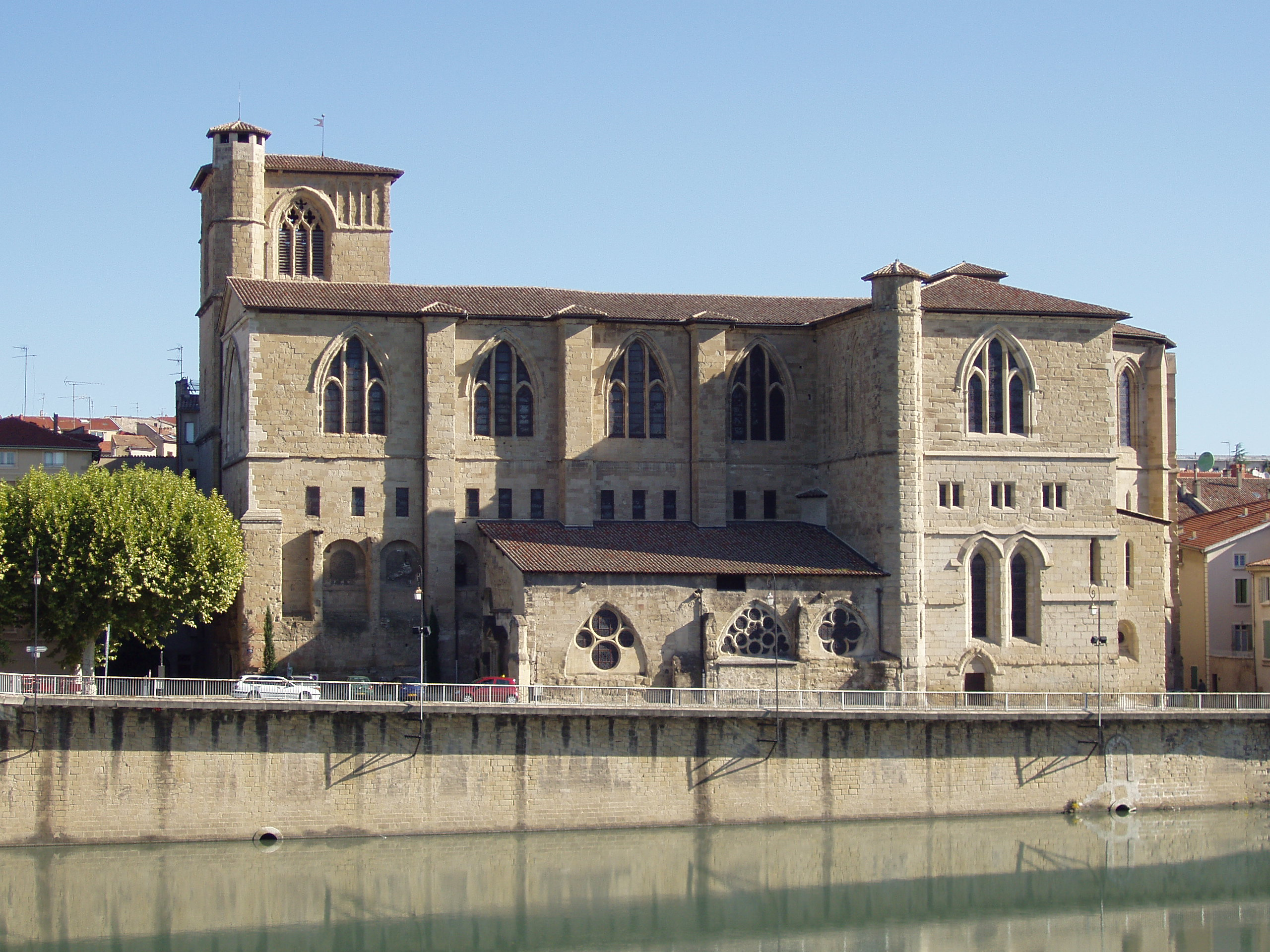
La collégiale Saint-Barnard

Romans wurde im Jahr 838 gegründet. Die Gründung der Stadt wird auf das Jahr der Gründung einer Benediktiner-Abtei datiert, die Barnard de Romans (um 780–841), Erzbischof von Vienne, in der Nähe einer Furt durch die Isère errichten ließ. An dieser Stelle steht die heutige Kirche Collégiale Saint-Barnard.
Der Name der Stadt verweist – anders als viele andere Orte entlang des Rhone-Tals – nicht auf eine frühere römische Vergangenheit. Die Bezeichnung Romans bezieht sich vielmehr auf eine im 11. Jahrhundert entstandene Kapelle und eine bis in die Zeit der Französischen Revolution bestehende Kirchengemeinde, Saint-Romain. An die Namensgeberinnen erinnert heute nur noch eine kleine Straße, die Rue Saint-Romain, die rund 300 Meter flussabwärts des Pont Vieux liegt.
Ab Mitte des 19. Jahrhunderts entwickelte sich in Romans die Herstellung von Schuhen zu einem wichtigen Wirtschaftsfaktor.

### Bevölkerungsentwicklung
| Jahr                       | 1962   | 1968   | 1975   | 1982   | 1990   | 1999   | 2006   | 2018   |
| Einwohner                  | 26.377 | 31.545 | 33.030 | 33.152 | 32.734 | 32.667 | 33.138 | 33.160 |
| Quellen: Cassini und INSEE |        |        |        |        |        |        |        |        |

## Infrastruktur

### Verkehr

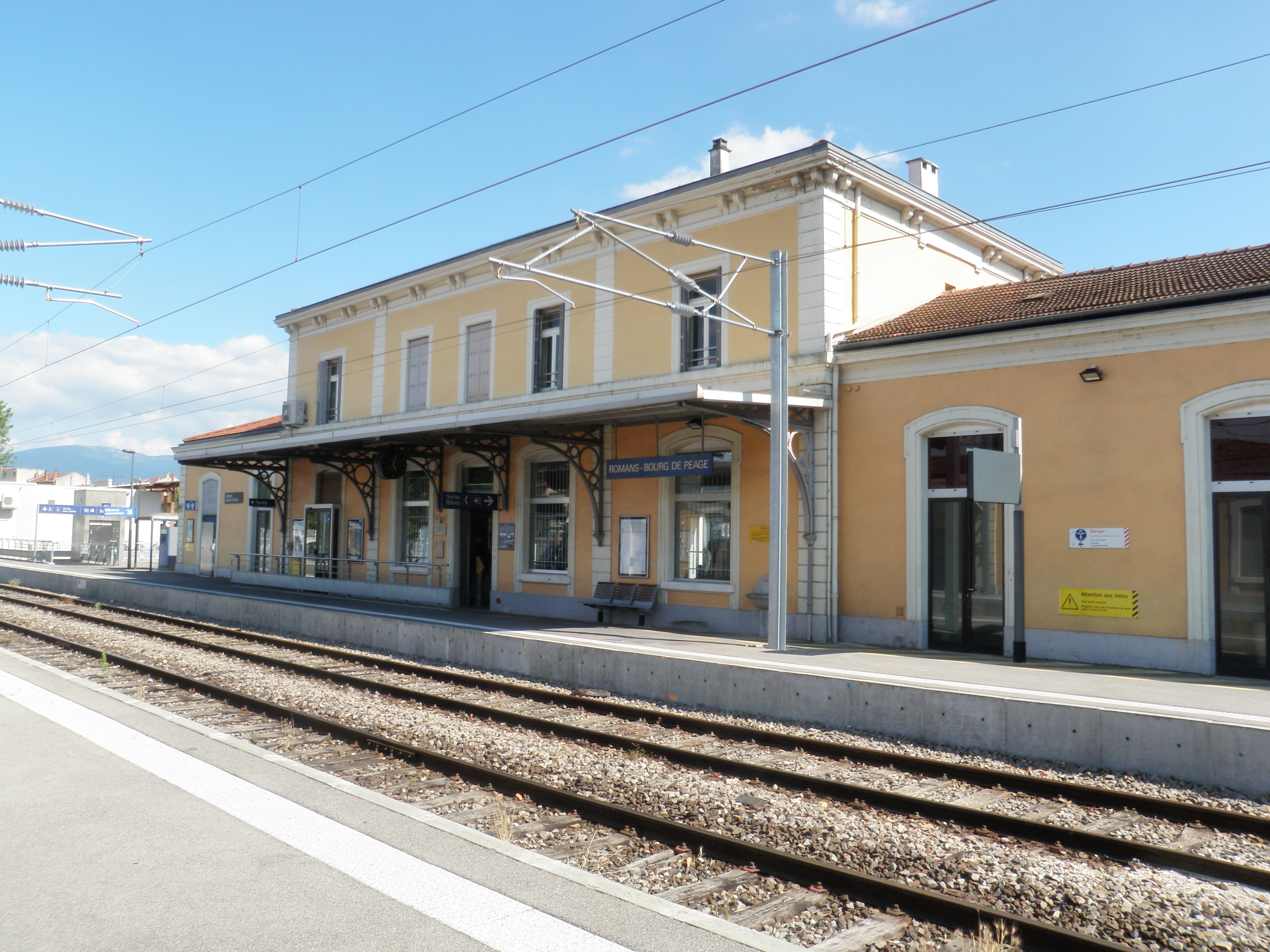
Bahnhofsgebäude von Romans (2013)

Romans besitzt einen Bahnhof an der Bahnstrecke Valence–Moirans. Zirka acht Kilometer südwestlich von Romans befindet sich der Anschluss an das TGV-Netz, der Bahnhof Valence-TGV.
Mit dem Auto erreicht man Romans über die Autobahn A49 (Anschlussstelle „Chatuzange-le-Goubet“), über die Autobahn A7 (Anschlussstelle „Valence-Nord“) oder – ohne Maut – über die parallel zur A7 verlaufende Nationalstraße N7.

### Kulturelle Einrichtungen
Einen Einblick in die Vergangenheit der Schuhindustrie bietet das Schuhmuseum im Zentrum Romans. An gleicher Stelle ist in einem Seitenflügel auch Le Musée de la Résistance en Drôme et de la Déportation angesiedelt.

## Wirtschaft

### Schuhherstellung
Bis in die 1990er-Jahre war Romans das Zentrum der Schuhproduktion Frankreichs, bevor der Niedergang der einheimischen Schuhindustrie einsetzte. Bekannte Marken mit Produktionsstätten am Ort waren beispielsweise Stephane Kélian Production und Charles Jourdan. Beide Marken gehören heute dem größten französischen Schuhhändler Groupe Royer.

### Atomindustrie
Auf dem Gebiet der Stadt existiert heute eine Produktionsanlage für Kernbrennstoffe des Unternehmens FBFC. In der Anlage, wo UO2-Pulver und Pellets, sowie Zubehör für Reaktordruckbehälter hergestellt werden, wurde am 17. Juli 2008 eine Leckage festgestellt, durch die in der Vergangenheit seit unbekannter Zeit uranhaltige Flüssigkeit in die Kanalisation austrat.

### Lebensmittelproduktion
Firmen aus dem Sektor der Lebensmittelproduktion sind zum Beispiel Les Ravioles de Saint-Jean, Les Douceurs de Jacquemart, Appetit de France und La Fromagerie Alpine.

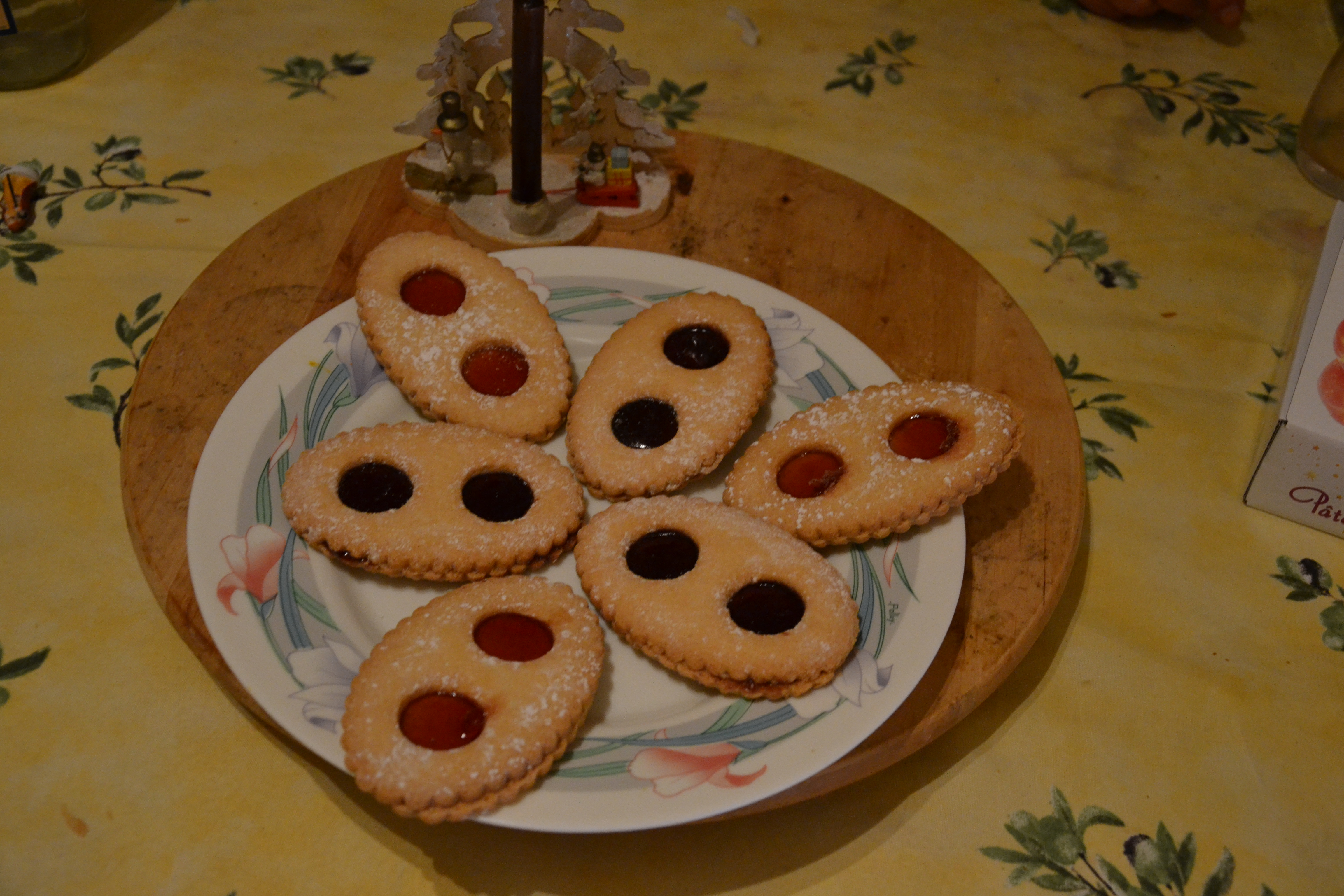
Lunettes de Romans

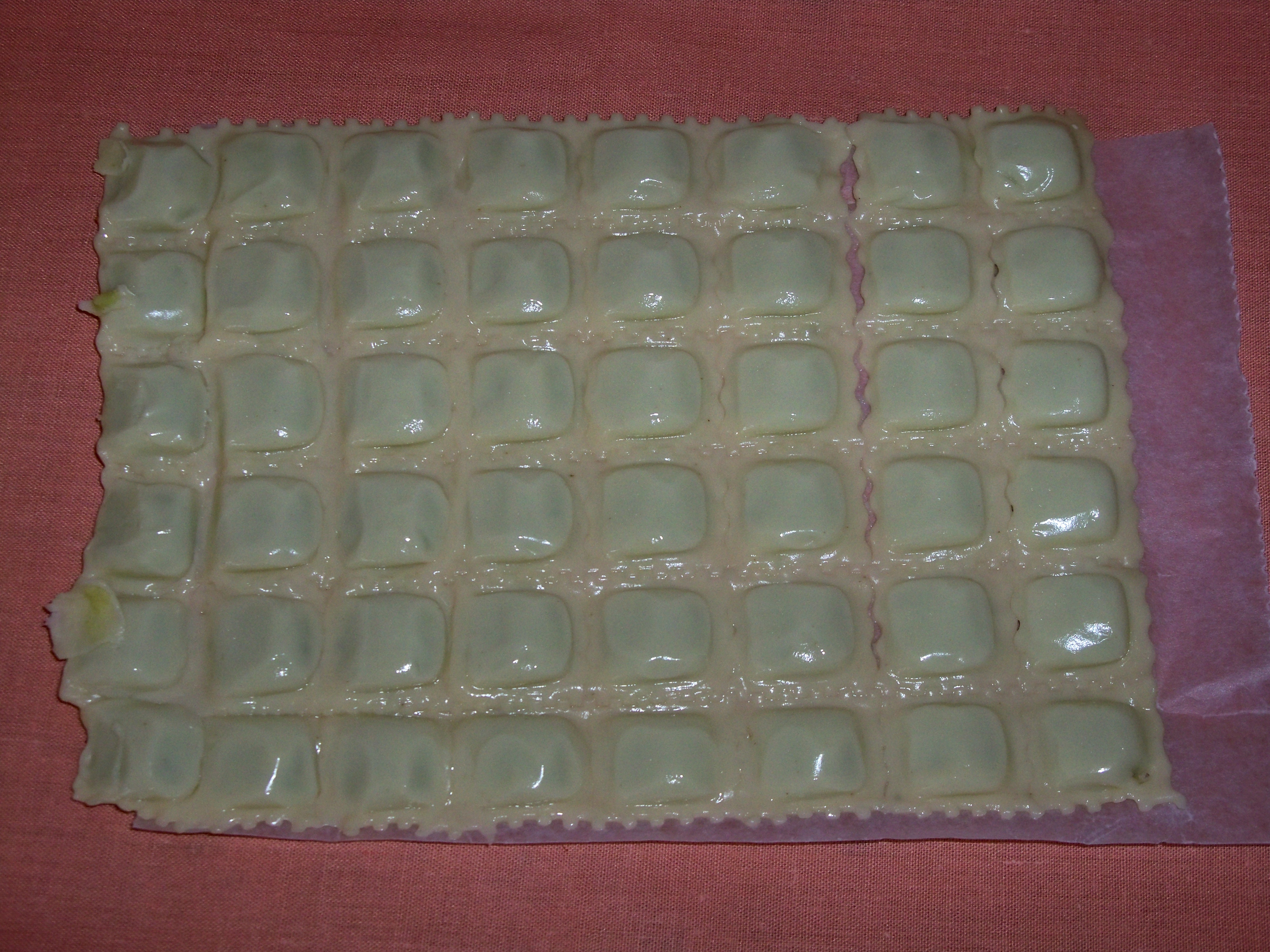
Verpackte Ravioles de Romans

Romans ist in Frankreich bekannt als Herkunftsort der Lunettes de Romans, eines ovalen Keks-Gebäcks. Es besteht aus zwei übereinander gebackenen Hälften aus Mürbeteig mit zwei nebeneinander liegenden, runden Gelee-Füllungen (zum Beispiel Himbeere, Aprikose, Erdbeere oder Heidelbeere). Die Bezeichnung verweist auf die Form des Gebäcks (französisch: lunettes = Brille). Eine zweite Besonderheit Romans’ sind die Ravioles de Romans, die seit 1989 als Ravioles du Dauphiné eine geschützte regionale Herkunftsbezeichnung (Appellation d'origine) sind. Ravioli werden von zahlreichen größeren und kleinen Betrieben in der Region hergestellt und sind im Stadtbild von Romans aufgrund vieler Werbetafeln vor den Lebensmittelgeschäften auffällig präsent. Beide Spezialitäten werden zurückgeführt auf Zuwanderer aus der italienischen Region Piemont, die sich bereits im frühen Hochmittelalter in der Dauphiné niederließen. Dritte Spezialität ist ein aus Hefeteig gefertigter Kuchen, genannt Pogne de Romans, dessen besonderer Geschmack durch die Zugabe von Orangenblütenwasser bewirkt wird. Ursprünglich war die Pogne ein nur zum Osterfest gebackener Hefekranz.

## Städtepartnerschaften
Romans-sur-Isère ist durch Städtepartnerschaften verbunden mit
- Corsano, Italien
- Coalville, England (seit 1962)
- Zlín, Tschechische Republik (seit 1967)
- Straubing, Deutschland (seit 1970)
- Zadar, Kroatien (seit 1985)

## Persönlichkeiten
- Louis André Bon (1758–1799), Revolutionsgeneral
- Gabriel Gaspard Bernon (1780–1825), General der Kavallerie
- Lise Billon (* 1988), extreme Bergsteigerin und Kletterin
- Roger Blachon (1941–2008), Cartoonist
- René Dreux (1891–1980), Autorennfahrer
- Roger François (1900–1949), Gewichtheber
- Lucile Morat (* 2001), französische Skispringerin
- Humbert von Romans (um 1200 – 1277), Dominikaner, Ordensgeneral und Verfasser von Predigten[5]
- Thomas Arthur de Lally-Tollendal (1702–1766), General
- Pierre Latour (* 1993), französischer Radrennfahrer